# 山内多門

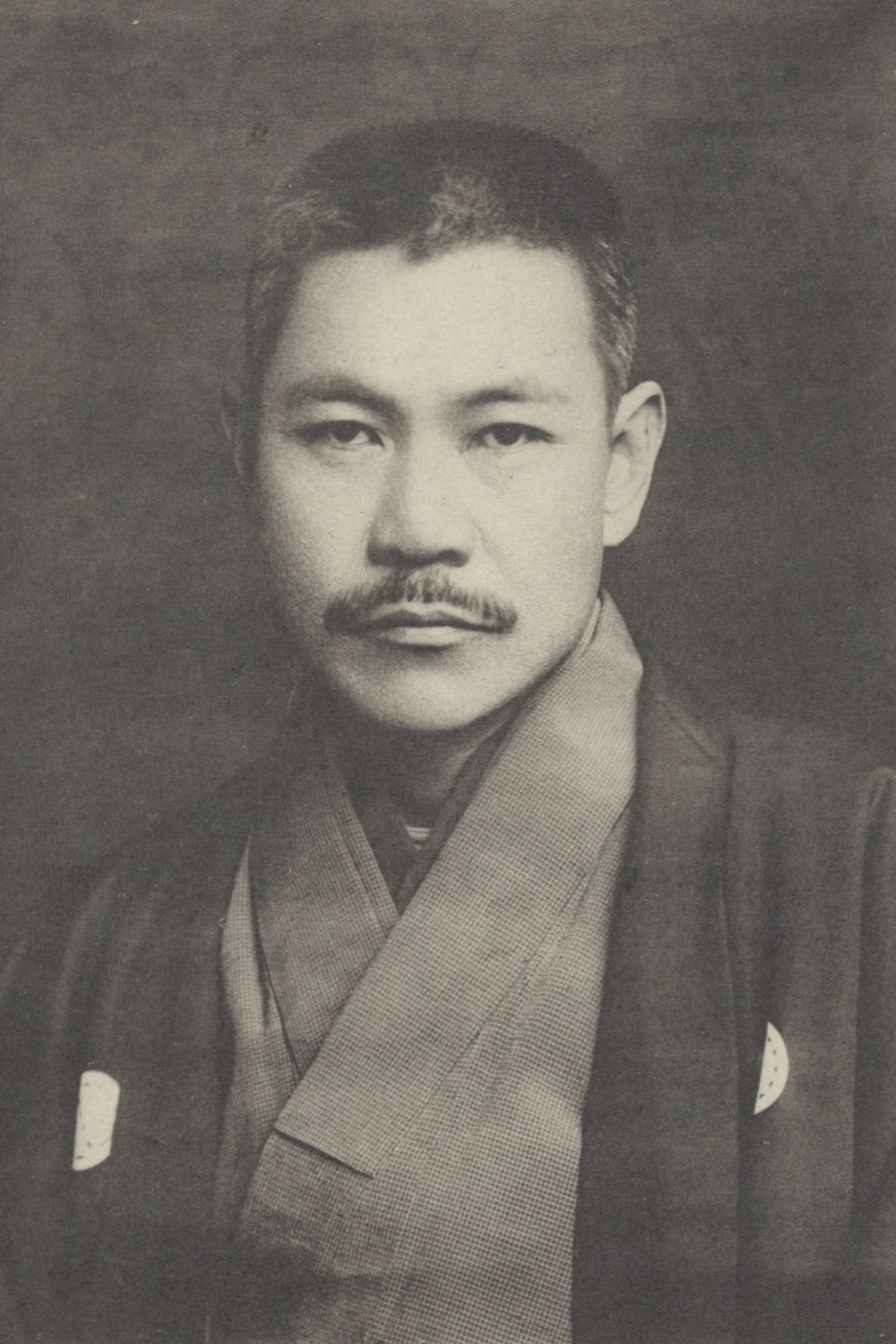
山内多門

山内 多門（やまうち たもん、1878年（明治11年）4月29日 - 1932年（昭和7年）5月30日）は、日本の明治から昭和にかけて活動した日本画家。多門は本名で、字を子弘、初号を都洲、他に空容子、起雲閣、蜀江山房、自足園主人、書禅堂など。

## 略歴
宮崎県都城市倉之馬場通東に山内勝麿の子として生まれる。16歳で郷里で狩野派の中原南渓に学ぶ。1899年（明治32年）に上京、同郷の造船技師で経営者だった須田利信の家に寄寓しながら、川合玉堂に入門、雅号都洲を授かる。翌1900年（明治33年）橋本雅邦に師事し、前期日本美術院に参加、同年第8回日本美術協会第三回日本美術協会連合絵画共進会「三顧草盧」という歴史画で初入選。1903年（明治36年）画号を本名の多門に改める。この頃は須田の後援を受け研鑽に励み、同じ院展の中堅画家山田敬中と比較されるまでになる。この頃は伝統的狩野派風の肥痩や圭角の強い線ではなく、雪舟の広大で雄渾な山水画に多く学んでいる。
1906年（明治39年）国画玉成会の創立同人に名を連ね、後に幹部となる。大正に入ると二葉会の幹事も務める。1916年（大正5年）チフスを患うが九死に一生を得た後、中島観誘に就いて禅を深めるなど、より内生的になっていく。雪舟の影響を脱し、むしろ与謝蕪村風の余情ある画趣に引かれる。再興院展後は院展より官展に出品し、後に審査員となる。1930年（昭和5年）聖徳記念絵画館に大作を献納してから床につくことが多くなる。若葉会の会頭として多くの後進の指導に努めたが、1932年（昭和7年）病となり没した。墓所は多磨霊園。
死後東京市淀橋区柏木の邸宅は大原社会問題研究所の施設となったが、1945年（昭和20年）5月の空襲で土蔵1棟を残して焼失した。

## 受賞歴等
- 1907年（明治40年）『秋渓』東京勧業博覧会2等
- 1907年（明治40年）『驟雨』文部省美術展覧会（初期文展）第1回展 3等
- 1919年（大正8年）『天竜四季』帝国美術院展（帝展）第1回展 最高賞
- 1920年（大正9年）帝展第2回展より審査員
- 1924年（大正13年）帝展第5回展主任審査員

## 代表作
- 日光山の四季 （東京国立近代美術館）紙本墨画淡彩 4巻 1911年（明治44年）／第5回文展首席三等賞
- 明治5年中国西国巡幸鹿児島着御着 （聖徳記念絵画館） 1930年（昭和5年）

## 画集等
- 『多門画譜』飯田呉服店美術部、1914年5月。 NCID BN13999346。
- 『山内多門スケッチ帖』山内多門画集刊行会、1984年。 NCID BN13593024。
- 『山内多門回顧展 ―没後60年記念―』都城市立美術館、1992年5月。 NCID BB01352412。全国書誌番号:93033940。
- 冨迫美幸 編『山内多門 山内多門生誕130年展』安永幸一監修、都城市立美術館、2008年10月。 NCID BA88934613。全国書誌番号:21551238。

## 参考資料
- 日本美術協会百年史編集委員会 『日本美術院百年史 三巻上』 日本美術院、1992年